# Structurae
Structurae je internetová online databáze, ve které jsou shromažďovány informace o převážně technických stavbách všeho druhu, jako jsou mosty, mrakodrapy, vysílače, tunely, stadiony, přehrady apod., ale také historických památkách jako kostely, paláce, zámky, hrady aj. Pro zařazení do databáze se nerozlišuje místo a doba vzniku, proto jsou zde obsaženy stavby od egyptských pyramid, přes antické chrámy, středověké kostely, objekty z období průmyslové revoluce až po moderní stavby. Vedle toho obsahuje databáze údaje o stavebních společnostech, úřadech, spolcích či osobách (architekti, inženýři, designéři). V roce 2011 obsahovala údaje o téměř 60 000 objektech a počet snímků byl více než 160 000.
Do databáze může po splnění určitých pravidel zaslat informace či fotografie každý uživatel. Příspěvky nesmějí být anonymní a musejí obsahovat odkazy na literaturu podle akademických standardů.
Provozovatelem je německo-francouzský stavební inženýr a projektant mostů Nicolas Janberg (nar. 1973), který databázi založil v říjnu 1998 poté, co jako asistent na Princeton University zde vytvořil podobný projekt pro výuku. Stránka je trojjazyčná (němčina, angličtina a francouzština) a je financována z bannerové reklamy a z placených exkluzivních údajů pro firmy.
Structurae se skládá z více než 100 000 jednotlivých stránek a běží pod jazykem ColdFusion, zatímco data jsou spravována systémem MySQL.